# AMC Matador
AMC Matador var en mellanklassbil från American Motors Corporation (AMC) som tillverkades 1971-1978.
AMC Matador ersatte AMC Rebel som kom 1967. Den baserades liksom Rebel på AMC Ambassador.

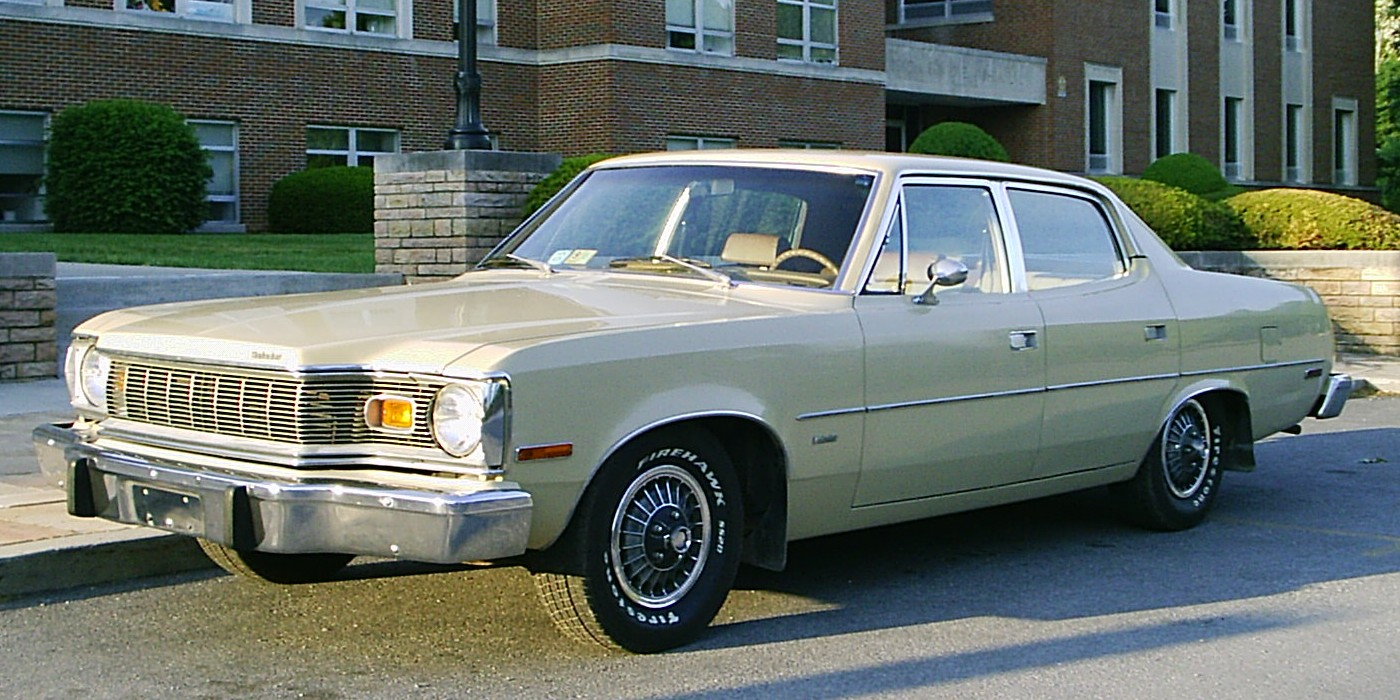
Matador (1975)

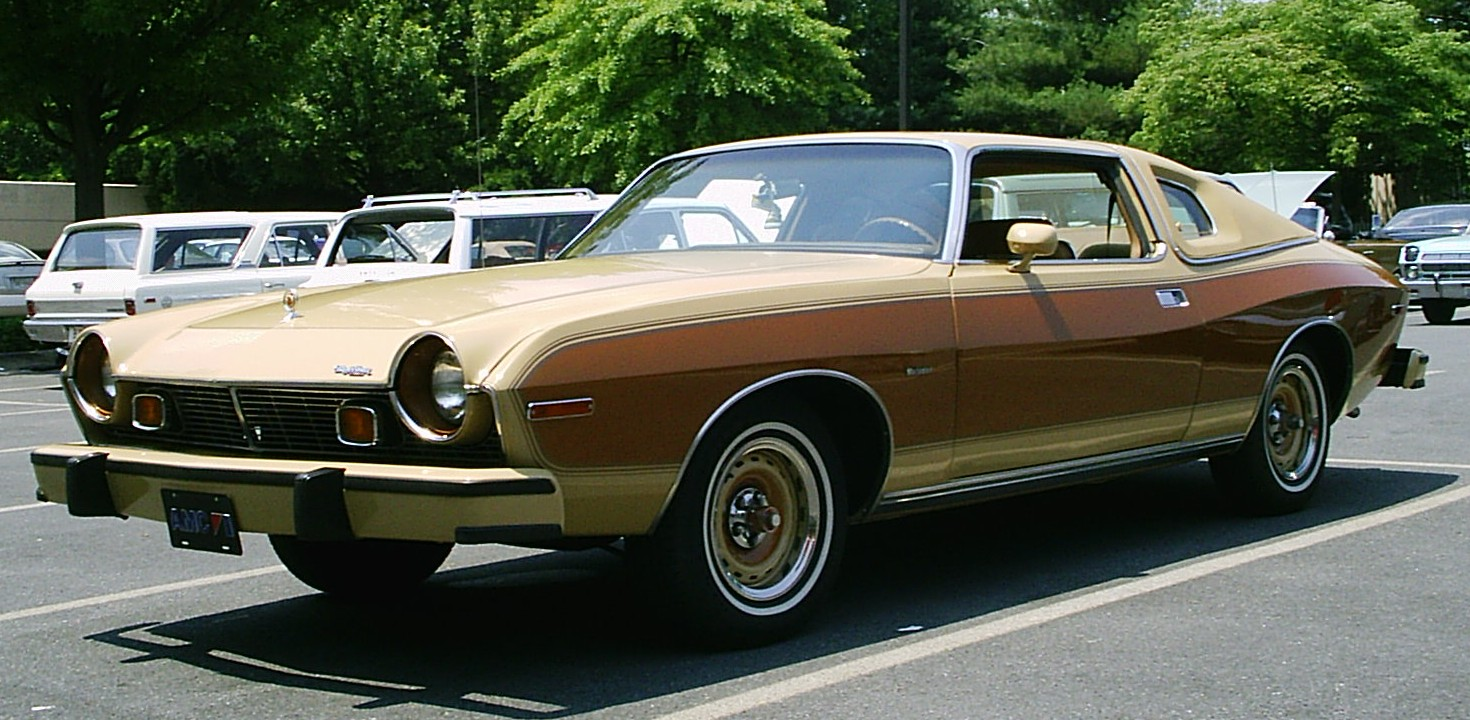
AMC Matador Coupé (1977)